# Ichiriki Ryo
Dans ce nom japonais, le nom de famille, Ichiriki , précède le nom personnel.
Ichiriki Ryo (一力　遼), né le 10 juin 1997 au Japon, est un joueur de go professionnel.
Classé 9e dan, il est détenteur du Tengen, du Gosei, du Ryusei ainsi que de la  Coupe NHK. Il s'est notamment fait remarquer en 2014 en emportant la première coupe Globis, un tournoi international des moins de 20 ans, et en devenant le plus jeune joueur de l'histoire à intégrer la ligue du  Kisei, le plus important tournoi japonais.

## Titres
| Au Japon              | Au Japon                   | Au Japon |
| Titre                 | Victoire                   |          |
| --------------------- | -------------------------- | -------- |
| Coupe Nakano          | 1 (2012)                   |          |
| Coupe Okage           | 4 (2012, 2013, 2016, 2020) |          |
| Coupe Hiroshima Arumi | 1 (2013)                   |          |
| Shinjin-O             | 1 (2014)                   |          |
| Ryusei                | 4 (2016, 2018-2020)        |          |
| Coupe Agon            | 1 (2018)                   |          |
| Coupe NHK             | 2 (2018, 2020)             |          |
| Gosei                 | 1 (2020)                   |          |
| Tengen                | 1 (2020)                   |          |
| Kisei                 | 2 (2022, 2023)             |          |
| Hon'inbō              | 2 (2023, 2024)             |          |
| Total                 | 20                         |          |
| International         |                            |          |
| Coupe Globis          | 1 (2014)                   |          |
| Total                 | 1                          |          |